# Silberchlorat
Silberchlorat ist eine anorganische chemische Verbindung des Silbers aus der Gruppe der Chlorate, der Salze der Chlorsäure.

## Gewinnung und Darstellung
Silberchlorat kann durch Reaktion von Silbernitrat mit Natriumchlorat gewonnen werden.
{\displaystyle \mathrm {AgNO_{3}+NaClO_{3}\longrightarrow AgClO_{3}+NaNO_{3}} }

## Eigenschaften
Silberchlorat ist ein farbloser Feststoff mit stark glänzenden Kristallen, die sich durch Lichteinwirkung dunkel färben und in Wasser löslich sind. In Ethanol ist es etwas  löslich. Es hat eine tetragonale Kristallstruktur mit der Raumgruppe I4/m (Raumgruppen-Nr. 87) und den Gitterparametern a =  8,49 Å, c = 7,89 Å. Siberchlorat hat eine Bildungsenthalpie von −24,0 kJ/mol.
Das Salz detoniert bei Schlag oder Hitze.